# والتر زنگا
والتر زنگا (به ایتالیایی: Walter Zenga) (زادهٔ ۲۸ آوریل ۱۹۶۰ در میلان) بازیکن فوتبال بازنشسته و مربی کنونی فوتبال اهل ایتالیا است.
او مدت‌ها دروازه‌بان تیم ملی فوتبال ایتالیا و اینتر میلان بوده است. وی ۵۸ بازی ملی برای تیم ملی ایتالیا به انجام رسانده است.
وی سه سال پیاپی (۱۹۸۹، ۱۹۹۰ و ۱۹۹۱) به عنوان برترین دروازه‌بان جهان انتخاب شده است.
او توسط صاحب نظران به عنوان یکی از بهترین دروازه‌بانان تمام دوران شناخته می شود. زنگا در سال ۲۰۱۳ توسط فدراسیون بین‌المللی تاریخ و آمار فوتبال به عنوان هشتمین دروازه‌بان ربع‌قرن گذشته انتخاب شد.
زنگا پس از بازنشستگی برای مدت کوتاهی به بازیگری در یک سریال تلویزیونی ایتالیایی پرداخت. وی همچنین کارشناس تلویزیونی نیز بوده است. او از سال ۱۹۹۸ در باشگاه‌هایی در ایالات متحده، ایتالیا، ترکیه، رومانی، صربستان، عربستان سعودی، امارات متحده عربی و انگلیس به عنوان سرمربی کار کرده است.
زنگا در دوران بازیگری خود به همراه تیم ملی فوتبال ایتالیا به مقام چهارم المپیک ۱۹۸۴ لس آنجلس و مقام سوم جام جهانی ۱۹۹۰ ایتالیا دست یافت.

## افتخارات

### بازیکن
اینتر میلان
- سری آ (۱): ۸۹–۱۹۸۸
- سوپر جام ایتالیا (۱): ۱۹۸۹
- لیگ اروپا (۲): ۱۹۹۱، ۱۹۹۴

فردی
- بهترین دروازه‌بان جهان (فدراسیون بین‌المللی تاریخ و آمار فوتبال) (۳): ۱۹۸۹، ۱۹۹۰، ۱۹۹۱
- دروازه‌بان سال یوفا (۱): ۱۹۹۰
- بازیکن ماه ام‌ال‌اس (۱): ۱۹۹۷
- بازیکن سال سری آ (۱): ۱۹۸۷

### مربیگری
استوا بخارست
- لیگ دسته اول رومانی (۱): ۰۵–۲۰۰۴

ستاره سرخ بلگراد
- سوپر لیگ صربستان (۱): ۰۶–۲۰۰۵
- جام حذفی صربستان (۱): ۰۶–۲۰۰۵